# Notre-Dame-du-Pé
Notre-Dame-du-Pé – miejscowość i gmina we Francji, w regionie Kraj Loary, w departamencie Sarthe.
Według danych na rok 1990 gminę zamieszkiwało 238 osób, a gęstość zaludnienia wynosiła 31 osób/km² (wśród 1504 gmin Kraju Loary, Notre-Dame-du-Pé plasuje się na 1033. miejscu pod względem liczby ludności, natomiast pod względem powierzchni na miejscu 1099.).